# On ira tous au paradis
Ne doit pas être confondu avec Nous irons tous au paradis ou Nous irons tous au paradis (roman).
On ira tous au paradis est une chanson de Michel Polnareff sortie en 1972 sur des paroles de Jean-Loup Dabadie.

## Histoire de la chanson
Elle est présente sur l'album Polnarévolution de 1972, sur un 45 tours en single, puis ultérieurement sur La Compilation sortie en 1991. En 1972, Michel Polnareff est à son apogée. Il a depuis un an adopté l'allure la plus connue de lui, avec de grandes lunettes noires. L'affiche du concert associé à la sortie de l'album est une de ses provocations les plus notoires, placardées le 2 octobre 1972 à  6 000 exemplaires dans tout Paris, elles le montrent travesti et les fesses nues.
La musique de cette nouvelle chanson a été écrite par Michel Polnareff et transmise à Jean-Loup Dabadie, son parolier privilégié, pour la création du texte, avec, ce qui est plutôt rare dans leur mode de collaboration, des directives sur le texte : évoquer l'hymne d'une foule dans la rue. Jean-Loup Dabadie fait rimer dans le texte produit « bonnes sœurs » avec « voleurs »,. Le ton particulier des chœurs est dû au fait qu'ils ne sont pas l'œuvre de professionnels, mais de passants amenés en studio pour l'occasion. L'orchestration est confiée à Jean-Claude Vannier.
Le succès est au rendez-vous : la chanson rentre rapidement au hit-parade. Elle sera aussi reprise par les Enfoirés comme hymne annuel au dixième anniversaire des Restos du Cœur,.